# 西班牙广场 (圣克鲁斯-德特内里费)

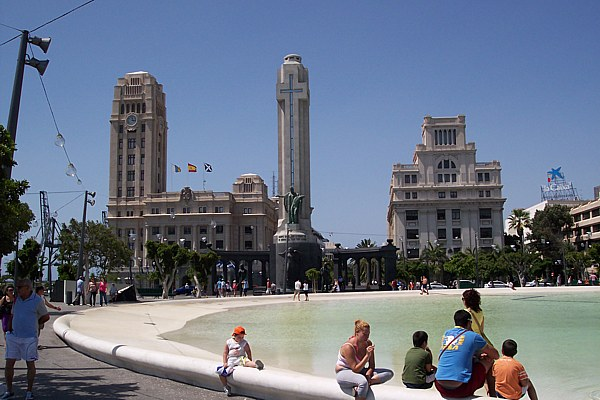
西班牙广场

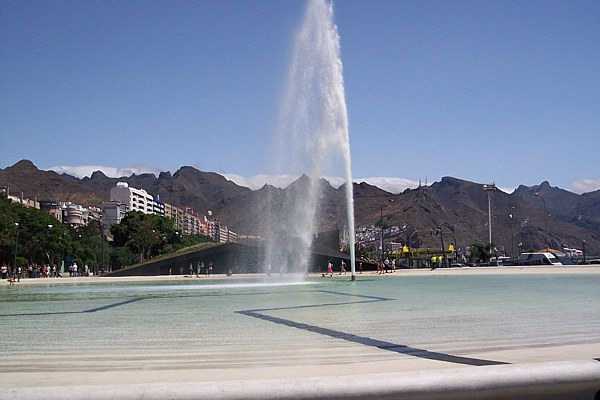
人工湖

28°28′01″N 16°14′50″W / 28.467007°N 16.247332°W
西班牙广场（西班牙語：Plaza de España）是西班牙加那利群岛最大的广场，位于圣克鲁斯-德特内里费市中心，德特内里费演艺厅以北数公尺。这里有瑞士建筑事务所赫爾佐格和德梅隆的作品，一个巨大的人工湖。
西班牙广场四周有德特内里费市政厅（Cabildo de Tenerife）、宪章宫（Palacio de la Carta）和坎德拉里亚广场（Plaza de la Candelaria）。广场中心矗立着西班牙内战纪念碑。
西班牙广场始建于1929年，位于圣克里斯托瓦尔城堡的旧址，原建筑目前只有少数墙壁在广场地下的隧道展出。